# Архітектурні пам'ятки Жовкви
Архітекту́рні па́м'ятки Жо́вкви

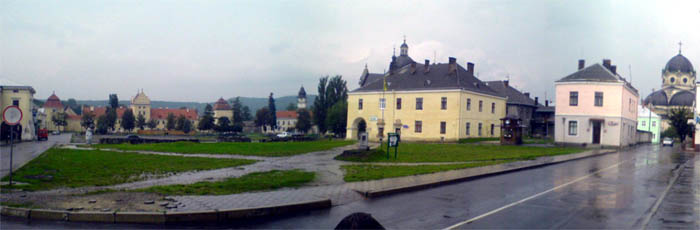
Площа Вічева — центр міста

Місто Жовква збудоване за концепцією «ідеальних міст»  доби Ренесансу. Суть концепції полягала у створенні збалансованої планувальної структури міста — кожному архітектурному об'єктові відводилося певне розміщення відносно інших. Один із сучасних дослідників міста Микола Бевз звернув увагу на відповідність планувальної структури Жовкви до теоретичної розробки італійця П'єтро Катанео (1500—1572 роки). Цей архітектурний задум реалізовував Павло Щасливий.
До видатних історико-архітектурних ансамблів відносяться Ринкова площа (сучасна площа Вічева) із замком 1594 року, костелом Святого Лаврентія XVII століття, Василіянським (XVII—XX століття) і Домініканським (XVII—XVIII століття) монастирями та ін. Високу художню цінність мають зразки дерев'яного зодчества, збережені на території колишніх передмість та синагога в стилі ренеса́нсу. Загалом, щоб пішки оглянути найвидатніші архітектурні пам'ятки Жовкви, потрібно не більше як дві години, адже більшість із них розміщені на площі Вічевій та вулицях, що виходять із площі, зокрема Львівській.
На невеликій території історичного центру, що з 1994 року має статус Державного історико-архітектурного заповідника, сьогодні близько 55 пам'яток архітектури, в тому числі світового рівня. Місто належить до першої категорії цінності списку історичних населених місць України. З 1998 року Жовква є претендентом на внесення до списку Світової спадщини ЮНЕСКО.

## Ринкова площа (пл. Вічева)
Докладніше:Площа Вічева (Жовква)
50°3′20″ пн. ш. 23°58′14″ сх. д. / 50.05556° пн. ш. 23.97056° сх. д.

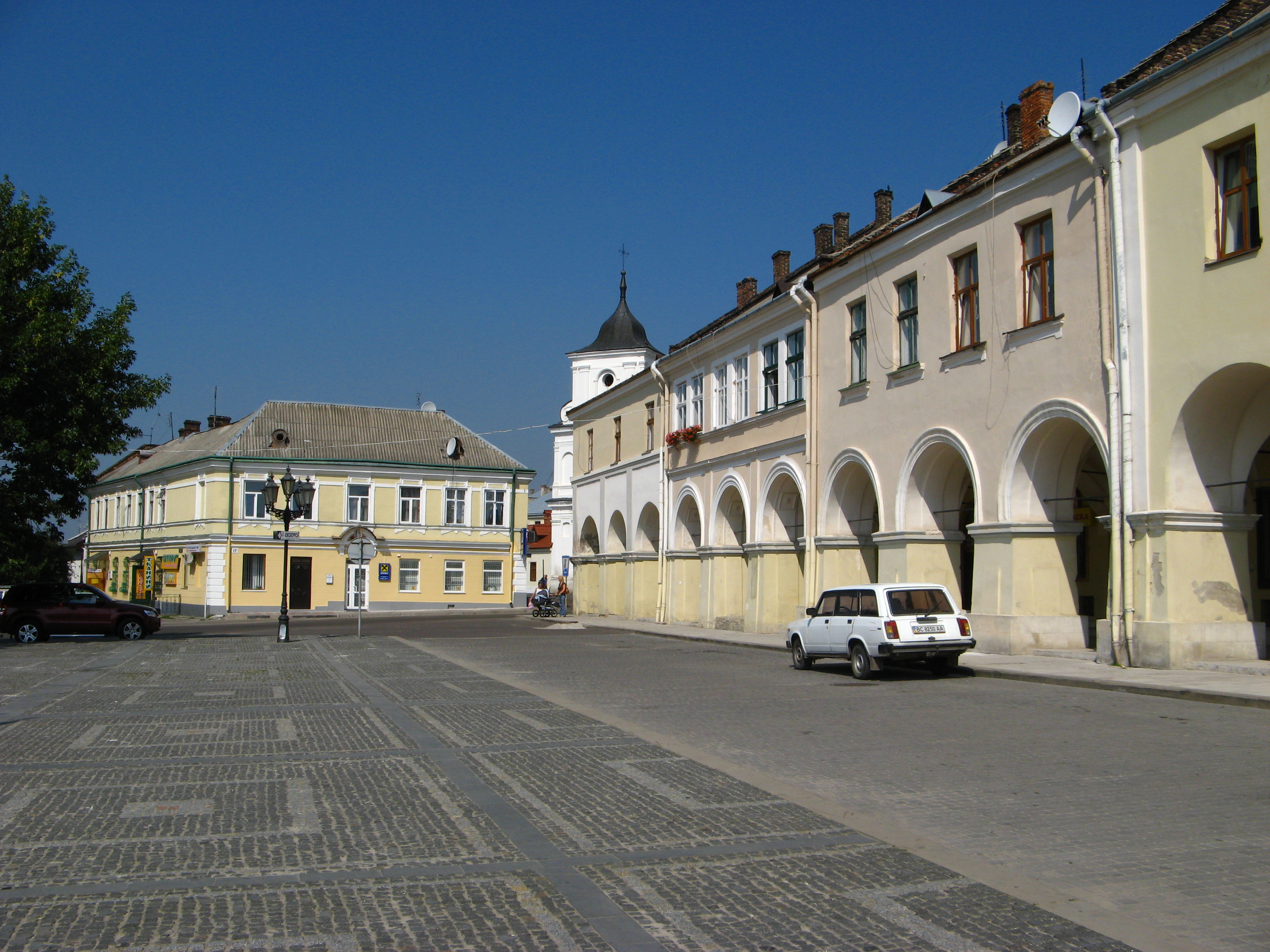
Аркадна галерея (підтіння) на площі Вічевій

Перед замком будівничі міста заклали головну торгову площу — Ринок. Її багатий архітектурний ансамбль творили кам'яниці із високими дахами, підтінням та аттиковим завершенням, із заходу та сходу та костел святого Лаврентія із заходу. Обабіч замку до площі примикали оборонні стіни із казематами і дерев'яними бойовими галереями та дві міські брами — Звіринецька та Глинська.
Перші поверхи кам'яниць переважно займали крамниці. Кілька будинків мають аркадні галереї, що дають змогу перебувати на площі за будь-якої погоди. Частину композиції площі було втрачено у 1941, коли було зруйновано квартал по вулиці Львівській, крамниці у котрому належали переважно євреям. Недалеко від цього місця видно сліди археологічних розкопок, що виявили підвали колишніх споруд — знахідки доступні до огляду. Поряд із ними встановлено знак, який стверджує, що «тут має стояти пам'ятник Тарасу Шевченку, великому сину України».
До нашого часу дійшло не багато інформації про власників та історію окремих кам'яниць. Зокрема, у XVII столітті будинок № 13 належав митнику Руських земель Якубу Бецалу, що купив його у золотника Станіслава Томашовича. У будинку № 7 розміщувалася єврейська друкарня Урі Фебуса «Гай Леві», запрошеного Яном ІІІ Собеським із Амстердама в 1691 р. А в будинку № 9 могло міститися посольство Венеційської республіки, згадки про яке є в історії міста вірменського монаха-дослідника Садока Баронча. Про це може свідчити крилатий лев на фасаді. Окремо варто відзначити, що огляд площі згідно з путівниками може бути ускладнений відсутністю видимої нумерації на більшості будівель.

## Костел святого Лаврентія
50°3′22″ пн. ш. 23°58′9″ сх. д. / 50.05611° пн. ш. 23.96917° сх. д.
Костел святого Лаврентія, площа Вічева, 18
Збудований у 1606—1618 роках на штучному насипі, закладеному полоненими турками, як родовий мавзолей родини Жолкевських та пантеон лицарської слави. У підземеллі похований Станіслав Жолкевський, його дружина Реґіна з Гербуртів зі сином Яном, родина Даниловичів, батько короля Якуб Собєський, королевичі, державні секретарі, настоятелі, меценати храму. За кількістю і значимістю поховань видатних діячів Польської держави костел часто називають «Малим Вавелем».

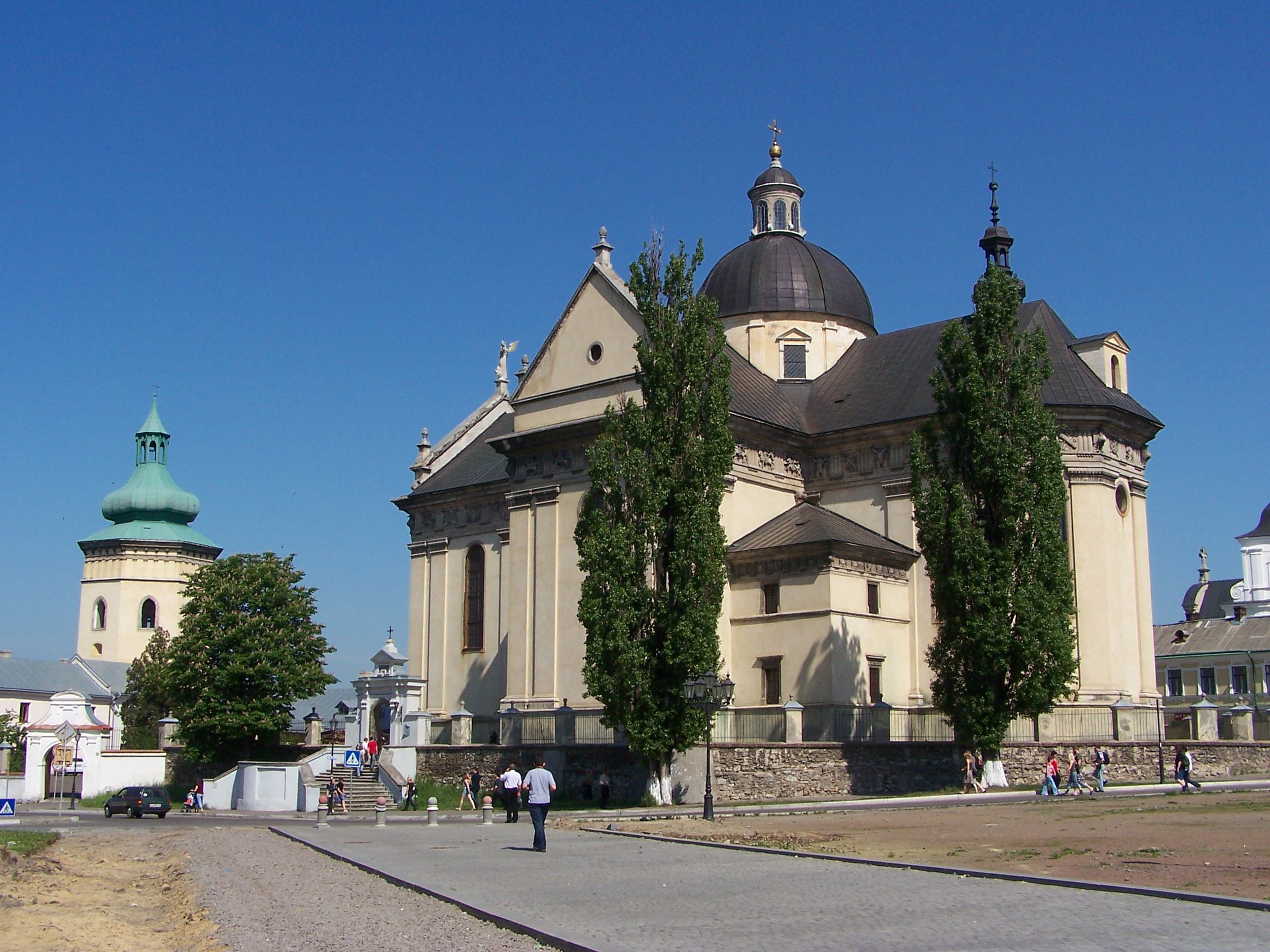
Жовківська колегіата (костел святого Лаврентія)

Храм вважають найбільшою, найгарнішою, найбагатшою спорудою Жовкви. Його дзвіниця отримала назву «малої Пізанської вежі» (трохи перехилена).
Костел будував Павло Щасливий, після його смерті (1610 р.) — Павло Римлянин, Амвросій Прихильний. Храм у формі латинського хреста в плані увінчаний візантійською банею, характерною для українських дерев'яних церков, прикрашений скульптурним фризом, багатьма декоративними елементами, скульптурою Архангела Михаїла на фронтоні та сиґнатуркою над вівтарною частиною. Головний вхід обрамлений білокам'яним різьбленим порталом із зображенням апостолів Петра і Павла, святих Лаврентія та Станіслава, євангелістів та Христа Вседержителя в оточенні ангельських голівок і орнаментів. Цей портал вважається одним із найкращих ренесансних порталів України та Польщі.
Ще однією ознакою храму як пантеону лицарської слави є живописні полотна XVII століття авторства Шимона Богушовича, А.Стеха та Мартіно Альтамонте («Битва під Віднем»), які зображали бойові подвиги С.Жолкевського та Яна ІІІ Собєського. Зараз вони містяться в експозиції музею «Олеський замок». Вважається, що після закінчення реставрації костелу вже відреставровані полотна (або їхні копії) будуть повернуті на свої місця.
Колись у храмі знаходився дуже добрий орган. З приходом радянської влади у храмі зробили склад добрив і на початку 1990-х виявилося, що орган кудись зник. У храмі є тільки його імітація та тривають роботи з відновлення.
Зараз тут знаходиться діючий Парафіяльний костел св. Лаврентія (пол. Kolegiata p. w. Św. Wawrzyńca) Римо-Католицької Церкви в Україні. Костел перебуває у доброму стані, зокрема, завдяки опіці польської армії та відділу реставрації Варшавської політехніки.

## Монастир отців Василіян (Храм серця Христового)

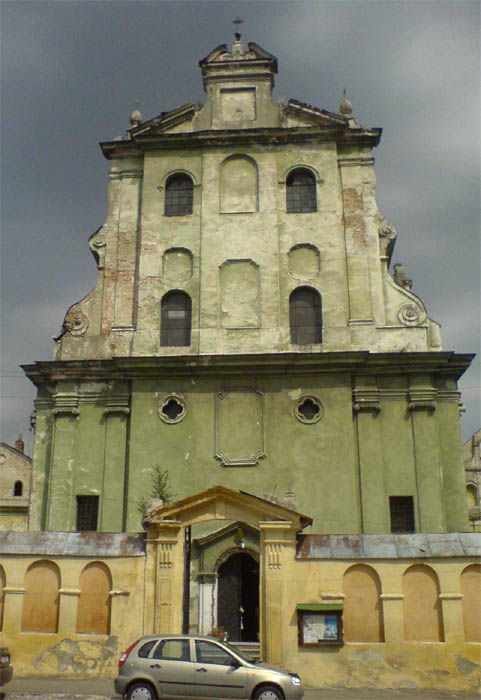
Храм святого великомученика Йосафата

50°3′26″ пн. ш. 23°58′10″ сх. д. / 50.05722° пн. ш. 23.96944° сх. д.
Монастир отців Василіян (Храм серця Христового), вулиця Василіянська 4—6

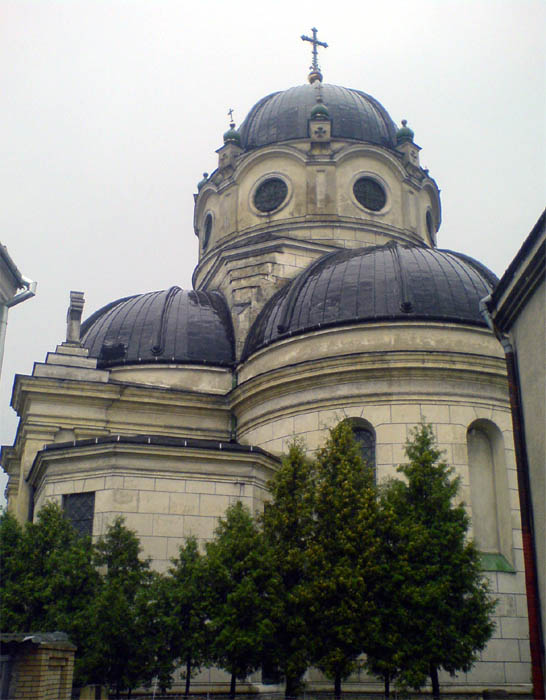
Монастир отців Василіян

Церкву збудовано 1612 року на місці дерев'яної завдяки привілею Станіслава Жолкевського. Цей привілей підтверджував непорушність території, вільність у проведенні свят і обрядів, а також давав дозвіл збудувати муровану церкву.
У 1691 р. Ян III Собеський переносить до церкви з Молдови мощі Івана Сучавського. Тоді ж до Жовкви прибувають монахи-василіяни, хоча відомості про їхнє перебування у місті вже є з 1682. При церкві закладають монастир, ігуменом котрого стає румунський філософ митрополит Досифей, що прибув, супроводжуючи мощі.
У 1697-99 жовківський художник Іван Руткович із різьбярами виконав іконостас. У 30-х рр. XVIII століття іконостас було продано до Нової Скваряви. У 30-х рр. ХХ століття митрополит Андрей Шептицький придбав іконостас для збірки Національного музею у Львові.
У XVIII столітті збудовано вежу. У 1895 було закладено друкарню отців Василіян. Решту споруд добудовували аж до початку XX століття. Також на початку XX століття відбулася перебудова храму за проектом Едгара Ковача, професора «Львівської політехніки». Від давніших часів залишився тільки ренесансний білокам'яний портал бічного входу.
Теперішній розпис церкви з 1932 по 1934 створював Юліан Буцманюк. Розпис ідентифікують з українським бароко та окремо відзначають його оригінальність. До прикладу, на одній фресці зображено козаків, які принесли дари новонародженому Ісусу, а на іншій — Акт Злуки із зображеннями відомих політичних та громадських постатей того часу (в радянський час була частково затерта, в наш час була законсервована й чекає реставрації).
Недалеко від вівтаря лежать нетлінні останки мученика святого Партенія (†250), котрі у 1783 привезли з Відня. Вони замінили мощі Івана Сучавського, котрі повернули Сучаві на вимогу тамтешніх мешканців.
У 1990 церкву повернено ордену Отців Василіян і вона тепер відноситься до Львівської митрополії УГКЦ. У 2003 р. посвячено новий іконостас роботи жовківських майстрів.

## Домініканський монастир (храм св. вм. Йосафата)
50°3′24″ пн. ш. 23°58′27″ сх. д. / 50.05667° пн. ш. 23.97417° сх. д.
Домініканський монастир (храм святого великомученика Йосафата), вулиця Львівська, 7
Церква на цьому місці постала вперше у 2-й половині 16 століття й спочатку була дерев'яною, тому за деякий час згоріла. Така неприємна пригода повторювалася ще двічі. Тільки коли почали будувати вчетверте, то звели храм із каменю. Ранньобароковий костел було зведено в 1653—1655 році, за моделлю неапольських храмів на кошти Теофілії Собеської як усипальницю для її сина Ма́рка. В інтер'єрі дотепер збереглися надгробки Теофілії та Марка Собеських, виконані у другій половині XVII ст. відомим скульптором Андреасом Шлютером (1662?-1714). Келії постали у 1754—1792 рр. У тому ж 1792 р. храм набрав сучасного вигляду. Живописець К.Політинський розписав інтер'єр храму в 1903—1927 рр. Проте, до наших часів елементи зовнішнього оздоблення храму не збереглися. Також тут містилася чудотворна ікона Богородиці, нині перевезена до Варшави.
Тут також знаходяться залишки північно-східного муру, а навпроти входу (якщо стати спиною, то зліва), була Львівська Брама, коло якої стояло три дзвони цього храму — Марія, Яцек та Домінік. За часів Речі Посполитої, Австро-Угорщини та знову Польщі це був діючий храм. За часів радянської влади тут були казарми кількох полків, стайні (конюшня) і склад. Тепер перший поверх належить Львівській архієпархії Греко-Католицької Церкви, так само як і храм, що носить тепер ім'я Святого великомученика Йосафата. Вже кілька років триває відновлення внутрішньої частини храму, тож усередині все заставлено риштуванням ремонтників, що, однак, не заважає священикам провадити відправи.

## Синагога
50°3′26″ пн. ш. 23°58′21″ сх. д. / 50.05722° пн. ш. 23.97250° сх. д.
 Синагога, вулиця Запорізька

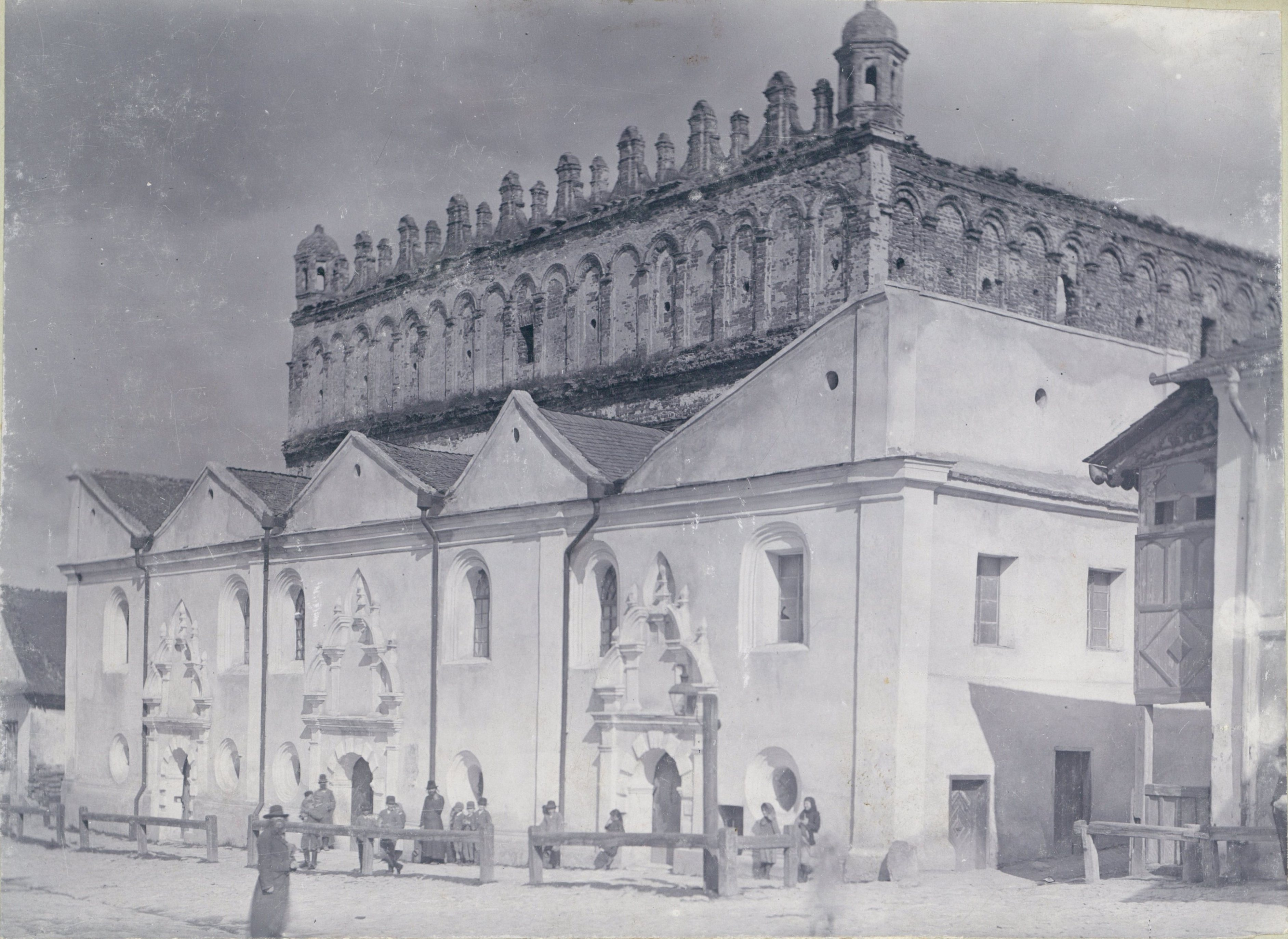
Вигляд синагоги у 1905 році

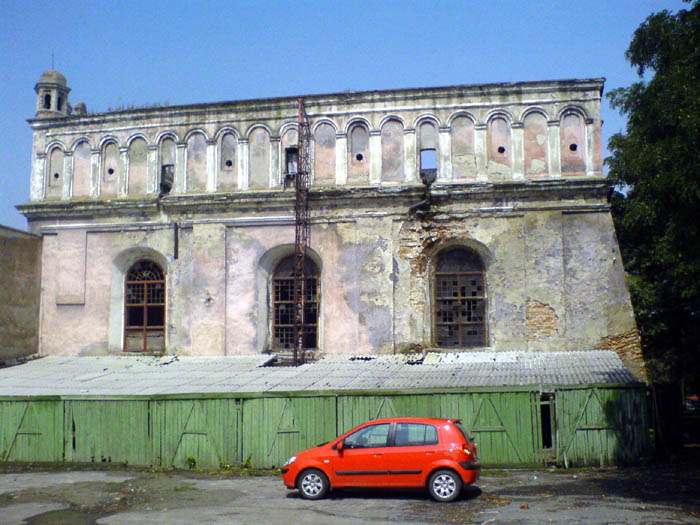
Вигляд синагоги у XXI столітті

Спочатку, в 1625, синагога була зведена дерев'яною, бо побудова була дешевшою і не потребувала дозволу на спорудження, на відміну від кам'яної. Проте відносно скоро вона згорає. І хоча у 1635 другий власник Жовкви Станіслав Данилович дає дозвіл на будівництво кам'яної синагоги на місці тої, що згоріла, нову синагогу починають будувати щойно лиш у 1692 за сприяння короля Яна ІІІ Собєського, третього власника Жовкви, та під керівництвом королівського архітектора Петра Бебера. Збудували нову святиню у 1698 р. у стилі ренесансу. Вона є однією з найбільших у Європі оборонних споруд у цьому стилі. Стіни синагоги оборонного типу, бо вона була, як підтвердили археологічні розкопки, розташована коло міського муру.
З другим приходом у Жовкву радянської влади, синагогу перетворили на склад. Хоча вона на той час вже не функціонувала, бо ще нацисти її закрили. Також під час німецької окупації споруда горіла, після чого фактично збереглися тільки стіни. Синагога відома у всьому світі. І не тільки тим, що її занесли у список Нью-Йоркського фонду світових пам'яток «100 пам'яток світу, що перебувають у загрозливому стані», завдяки чому у 2000 розпочалася реставрація і у майбутньому тут буде Єврейський центр Галичини. Відома вона тим, що на її манір будують синагоги в інших містах. Зокрема, до прикладу, у Тель-Авіві збудували декілька таких «жовківських синагог».

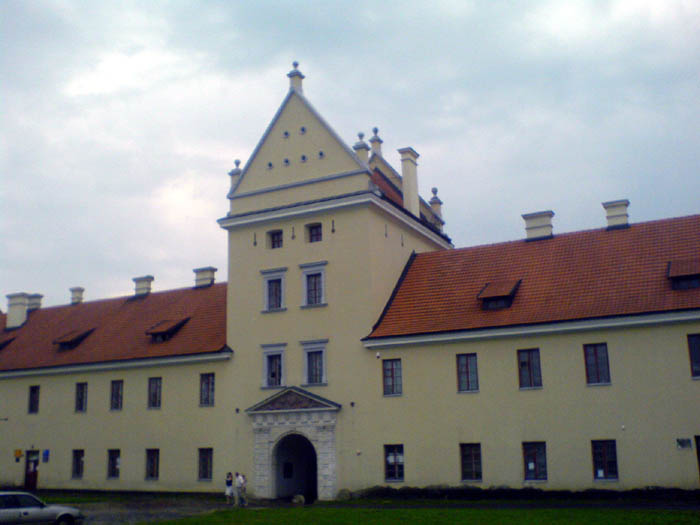
Жовківський замок. Фронтальне крило (сучасний вигляд після реставрації)

## Замок
50°3′16″ пн. ш. 23°58′8″ сх. д. / 50.05444° пн. ш. 23.96889° сх. д.
Замок, площа Вічева, 2
Закладений засновником Жовкви С.Жолкевським у 1594 р., будувався до 1606 р. Павлом Щасливим. Також відомо, що на запрошення С. Жолкевського тут працювали такі відомі архітектори як Амвросій Прихильний, Павло Римлянин, Петро Бебер.
За переказами, навколо замку знаходився сад дружини Жолкевського неймовірної краси, та до нашого часу він не зберігся. У 1606 за замком Жолкевським був створений звіринець, де розводили зубрів, оленів, сарн, котрий існував тільки до кінця XVII століття. Цей звіринець дав назву одній із міських брам.
На фасаді замку були статуї перших чотирьох власників Жовкви: Жолкевських, Даниловичів, Собєських, Радзивіллів. У подвір'ї знаходиться будинок, у якому жили власники міста. Фронтальне крило служило арсеналом, конюшнею і житлом для солдат і прислуги. При конюшні знаходився каретний двір, а при арсеналі — кузня. Східне крило було житлом для численних гостей замку. В західному знаходилися замкові кухні, пекарні, комори. Перед цим крилом дубовим водогоном витікала в корито джерельна вода. У південному, палацовому корпусі, містилися приватні покої власника замку, скарбниця, парадні зали для офіційних прийомів. До них, на другий поверх, вели парадні сходи. Також до покоїв власника примикала каплиця, зведена 1640 року.
Одразу коло замку протікає річка Свиня. За легендою, назву вона дістала через те, що в цій річці слуги гетьмана Жолкевського мили однойменних тварин.

## Ратуша
50°3′20″ пн. ш. 23°58′7″ сх. д. / 50.05556° пн. ш. 23.96861° сх. д.
Ратуша, площа Вічева, 1
Попередня ратуша була зведена архітектором Петром Бебером у 1687 році. Угорі на стіні ратуші знаходився сонячний годинник, а знизу — взірець аршину та напис: «Міра мірою, а продаж і купно згідно з часом». Її розібрали 1832 через аварійний стан і місцеві радники мусили провадити свої засідання спочатку в одному із будинків на вулиці Львівській, а потім у фронтальному крилі замку.
Сучасна ратуша збудована 1932, тобто через сто років після того, як розібрали попередню. Її звели за конкурсним проектом архітектора Броніслава Віктора на місці колишніх казарм та казематів. У передвоєнні часи з вежі ратуші міський сурмач опівдні виконував спеціально скомпоновану мелодію — «гейнал». Тепер опівдні дзвони годинника відбивають уривок гімну «Ще не вмерла Україна».
Тепер тут засідає місцеве керівництво Жовкви. З протилежного боку від Вічевої площі знаходиться т. зв. «Білий дім», у якому засідає районне керівництво.
У 2016 році за підтримки Європейського Союзу та ЛОДА було здійснено ремонт і модернізацію вежі ратуші та годинника. Відтепер годинник щогодини грає старовинний гейнал, а опівдні, за традицією, грає український гімн. У вежі працює історико-краєзнавча експозиція «Музей старого містечка» з виходом на оглядовий майданчик.

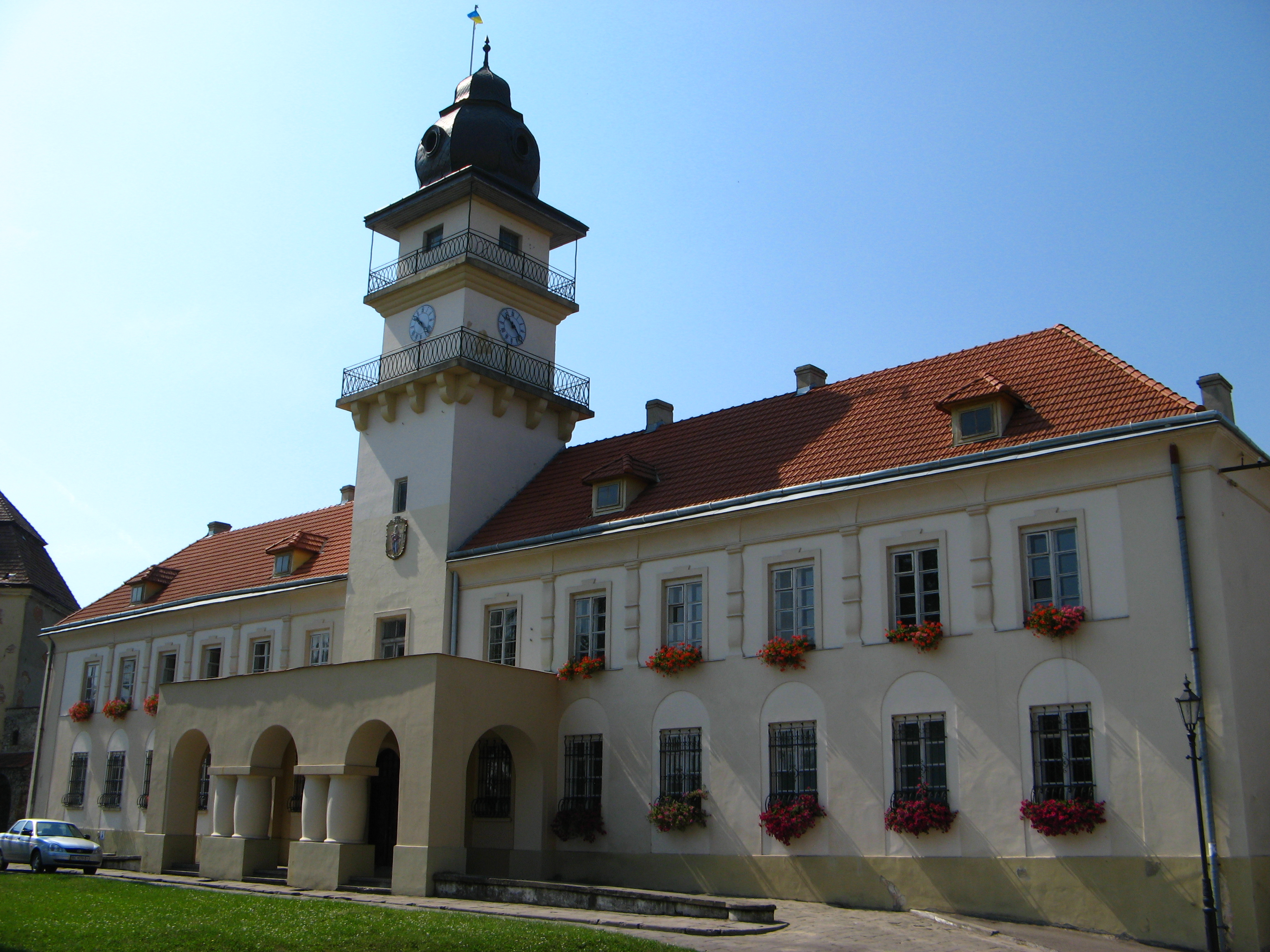
Будівля ратуші
Головний фасад
Вежа

## Церква святої Трійці
50°3′19″ пн. ш. 23°58′56″ сх. д. / 50.05528° пн. ш. 23.98222° сх. д.
Церква святої Трійці, вулиця Святої Трійці

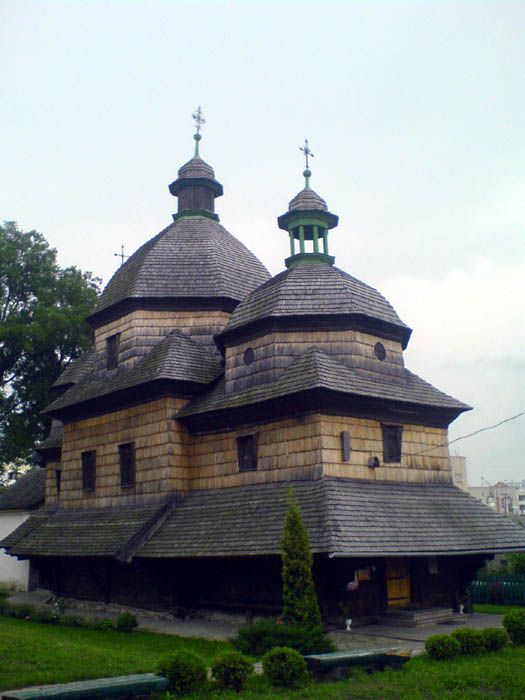
Церква Святої Трійці

Збудована на колишньому Львівському передмісті у 1720 коштом парафіян та королевича Костянтина на місці згорілої у 1717 році. Церква становить собою дерев'яну, тризрубну будівлю із цегляною добудовою — ризницею. Білокам'яне обрамлення вікон та портал перенесені сюди із розібраної замкової вежі.
У церкві знаходиться п'ятиярусний іконостас, що налічує приблизно 50 ікон, створений майстрами Жовківської школи малярства та різьби Івана Рутковича на початку XVIII ст. В іконописі втілено новаторський пошук — образи святих наділені елементами українського типажу. Іконостас виготовлений з липи, його декор має глибоке різьблення, котре виконав Ігнатій Стобенський. У 1978—79 роках іконостас було реставровано. Зараз церква належить УГКЦ.
21 червня 2013 р. на 37-й сесії Комітету Всесвітньої спадщини ЮНЕСКО в Камбоджі церква Святої Трійці внесена до списку всесвітньої спадщини в числі 16-ти дерев'яних церков Карпатського регіону Польщі і України.

## Церква Різдва Богородиці
50°3′43″ пн. ш. 23°57′50″ сх. д. / 50.06194° пн. ш. 23.96389° сх. д.
Церква Різдва Богородиці, вулиця Івана Франка
Церква збудована у 1705 на місці старої, також дерев'яної. У середині знаходиться унікальний бароковий іконостас, виконаний у 1708—10 рр. жовківським теслею Кінушем. Теперішні ікони виконані у 90-х рр. XVII століття, а іконостас розписаний майстрами жовківської школи, провідної на той час у малярстві та різьбі, у 1710—27 роках.
Діяльність церкви відновлено у 1993 р., а реставрацію іконостасу здійснено у 1996 р. коштом Отців Василіян, котрі й опікуються храмом.

## Церква святого Лазаря
50°3′21″ пн. ш. 23°58′44″ сх. д. / 50.05583° пн. ш. 23.97889° сх. д.
 Церква святого Лазаря, вулиця Львівська, 21

Внутрішній розпис церкви Святого Лазаря

Історія храму починається 1624 року, коли було збудовано дерев'яний костел. У 1627 році при костелі відкрили міський шпиталь для убогих. У 1735 році фундацією Якуба Собеського зведено муровані будівлі костелу і шпиталю. В 1861 році у відновлених будівлях ансамблю відкритий монастир феліціянок, який діяв до Другої світової війни.
З 1994 року в будівлі колишнього костелу відкрита церква святого і праведного Лазаря, що належить Українській Автокефальній Православної церкві.

## Звіринецька та Глинська брами
Звіринецька та Глинська брами, площа Вічева
Колись місто мало чотири брами — Львівську, Жидівську, Глинську та Звіринецьку. Перші дві наприкінці XVIII ст. розібрали за наказом австрійської влади.
Глинська брама, колись Краківська, побудована наприкінці XVI століття. У 1964 була розібрана радянськими військами, оскільки заважала проїзду військової техніки. Відновлена у 1990 стараннями Товариства пам'яток культури. Брама завершена фронтонами, на яких зображено із заходу герб Станіслава Жолкєвського — «Любич», із сходу герб короля Яна ІІІ Собєського — «Яніна», та акротеріями у вигляді кам'яних погрудь лицарів у шоломах.
Звіринецька брама отримала свою назву від звіринцю, закладеного поблизу замку Жолкєвськими. Єдина збережена брама. У верхньому її ярусі знаходилося приміщення для сторожі. Брама зведена разом із міськими укріпленнями, що будувалися у 1613—1626 роках.

1736 року дідич Якуб Людвік Собєський дозволив домініканцям використовувати як дзвіницю Львівську браму.

Глинська брама
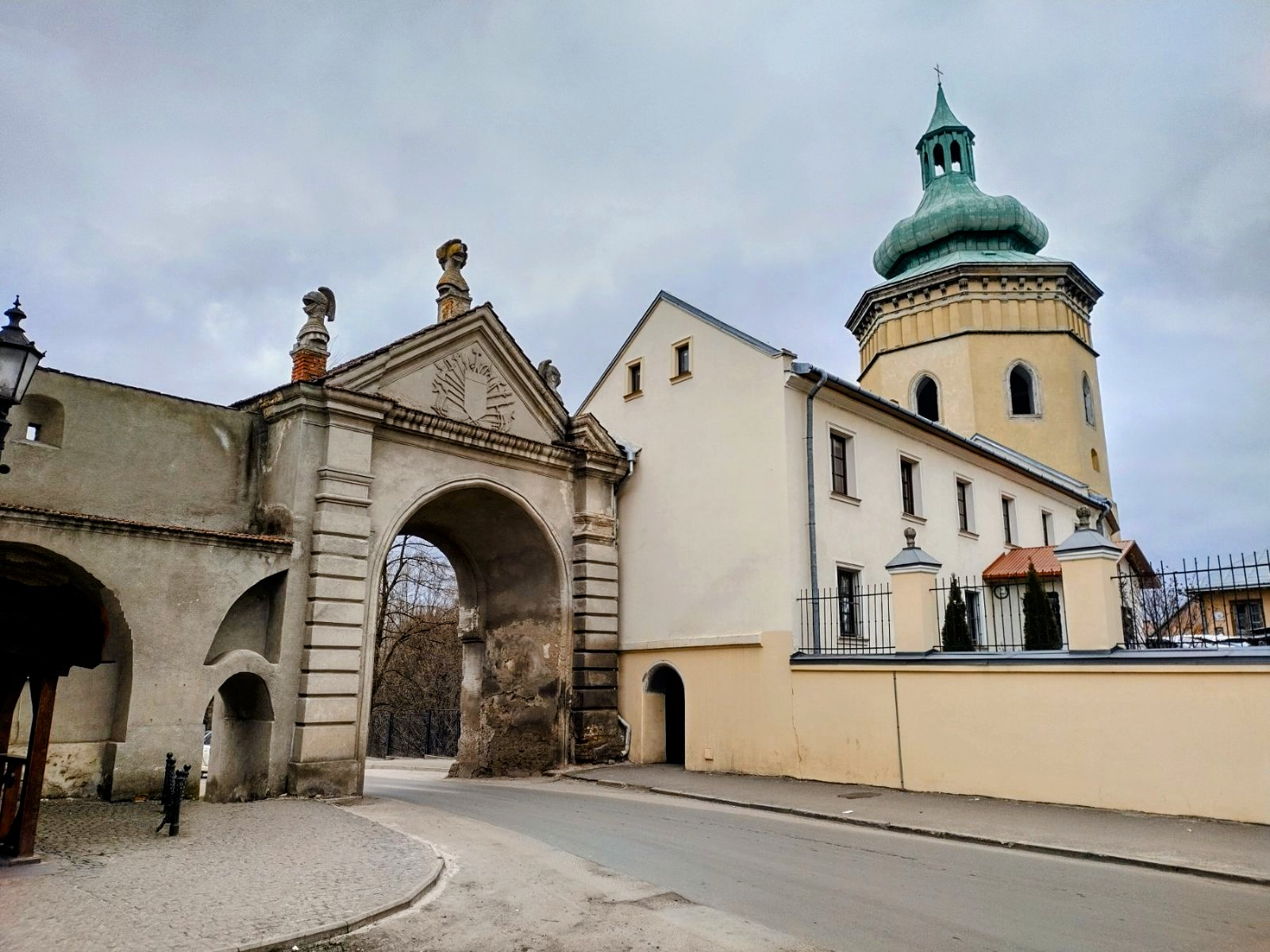
Вигляд "зсередини"
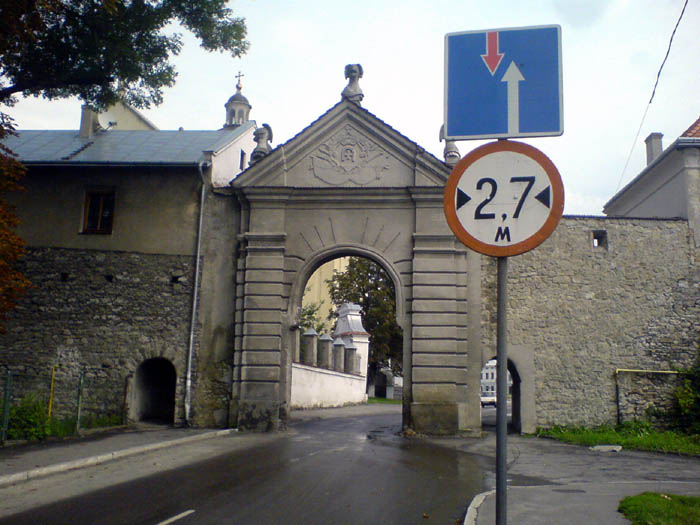
Вигляд «ззовні»

## Пам'ятник-поховання жертв НКВС
Пам'ятник-поховання жертв НКВС, площа Вічева

Пам'ятник-поховання жертв НКВС. Фрагмент оформлення

У 1939—1941 рр. у Жовківському замку знаходився районний відділ НКВС, котрим було депортовано у Сибір сотні сімей українців і поляків, звинувачених у нелояльності до радянської влади, а також сотні людей ув'язнено.
У ніч за 26 на 27 червня 1941 року (за іншими даними, протягом 23—28 червня), перед захопленням Жовкви німецькими військами, енкавеесівцями було закатовано та розстріляно більше трьох десятків ув'язнених напередодні мешканців міста та навколишніх сіл. Віднайдені в камерах та кількох прихованих ямах на території та за мурами замку понівечені тіла було поховано у спільній могилі на площі Вічевій, поблизу замку.